# Дуда Петро Іванович
Петро́ Іва́нович Дуда — солдат Збройних сил України, учасник російсько-української війни, повний кавалер ордена «За мужність»

## Нагороди
За особисту мужність і високий професіоналізм, виявлені у захисті державного суверенітету та територіальної цілісності України, вірність військовій присязі, відзначений — нагороджений
- орденом «За мужність» III ступеня (3.7.2015)
- орден «За мужність» І ступеня (16.9.2024) [1]